# Štetje živine
Štetje živine v Starem   Egiptu je bilo eno od dveh glavnih osnov za odmerjanje davkov. Druga je bila višina letnih poplav Nila. Štetje je bilo zelo pomemben gospodarski dogodek. Potekalo je pod nadzorom visokih državnih uradnikov in bilo povezano s številnimi kultnimi dogodki. Služilo je tudi za datiranje drugih dogodkov, ker se je leto, v katerem je potekalo, imenovalo »leto X-tega štetja živine med vladanjem faraona Y«. Pogostost štetja se je skozi zgodovino Starega Egipta spreminjala. V Starem kraljestvu je bilo običajno vsako drugo leto, kasneje pa je postalo bolj pogosto.

## Postopek in namen
Štetje je potekalo tako, da so se vse domače živali (krave, voli, ovce, prašiči, koze in osli) zbrali na enem mestu in prešteli. Po štetju so uradniki izračunali odstotek živali, ki jih je kot davek vzela država. Štetje je potekalo v vseh nomih Egipta. Goljufi so bili ostro kaznovani. Od Druge dinastije dalje je bilo štetje povezano s Horovimi nasledniki (egipčansko Šemsu Hor), praznovanjem, ki je potekalo vsako drugo leto. V Šemsu Hor je spadalo tudi  potovanje faraona in njegovega dvora po celem Egiptu, ki je državnim uradnikom olajšalo ocenjevanje in pobiranje davkov.

## Pomembnost
Štetje živine je zelo pomembno za egiptologe in zgodovinarje, ker so številni dogodki  datirani z x-tim štetjem živine, kateremu sledi ime vladajočega faraona. Ob predpostavki, da so štetja potekala vsako drugo leto, zapisi omogočajo računanje minimalnega trajanja vladavine posameznega faraona.  V preteklosti so se štetja živine imela za zanesljiv način računanja, v zadnjem času pa so postala zelo vprašljiva. Po podatkih na Kamnu iz Palerma, plošči iz bazalta, na kateri so napisani letni dogodki s kultno in versko vsebino od Narmerja (Prva dinastija) do Neferirkare Kakaija (tretji faraon Pete dinastije), so se štetja živine do poznega Starega kraljestva opravljala vsako drugo leto. V zadnjih letih so se opravljala bolj pogosto in nazadnje vsako leto. Prvi faraon, ki je štetje živine zanesljivo opravljal vsako leto, je bil Pepi I. iz Šeste dinastije. To seveda ne potrjuje trditve, da so pred njim štetja potekala vsako drugo leto.
Primer spornega datiranja z leti štetja živine je primer faraona Keopsa (Četrta dinastija). Na grafitu delavcev v eni od komor Keopsove piramide je omenjeno najvišje znano (17.) štetje živine med njegovo vladavino, kar bi pomenilo, da je vladal najmanj 34 let. Več egiptologov podatek zavrača, ker mu Torinski seznam kraljev pripisuje samo 23 let vladanja. Grški zgodovinar Herodot mu pripisuje celo 50 let, kar je seveda pretirano veliko. Nekateri sodobni egiptologi, med njimi Thomas Schneider, še vedno trdijo, da je vladal malo več kot 34 let, ker avtor Torinskega seznama kraljev ni upošteval, da so štetja potekala vsako drugo leto.